# 黎氏家庙及民居群
黎氏家庙及民居群，位于中国广东省佛山市顺德区杏坛镇，为一处清代古建筑。1998年12月1日，列入顺德市文物保护单位；2006年，列入佛山市文物保护单位。